# Choi Eun-hee
Choi Eun-hee (Hangul, 20 de novembro de 1926 - 16 de abril de 2018) foi uma atriz sul-coreana, sendo uma das estrelas mais populares do país nos anos 1960 e 1970. Em 1978, Choi e seu então ex-marido, diretor de cinema Shin Sang-ok, foram sequestrados na Coreia do Norte, onde foram forçados a fazer filmes até que pediram asilo na embaixada americana em Viena em 1986. Eles retornaram à Coreia do Sul em 1999 depois de passar uma década nos Estados Unidos. Faleceu aos 91 anos.